# Syria Colles
Syria Colles és un grup de turons del quadrangle Phoenicis Lacus de Mart, situat amb les coordenades planetocèntriques a -8.55 ° latitud N i 263.92 ° longitud E. Té 630 km de diàmetre i va rebre el nom d'un tret albedo. El nom va ser aprovat per la UAI l'11 d'abril de 2015. El terme "Colles" és utilitzat per turons petits o knobs.